# Ster voor Wetenschappelijke Prestaties
De Ster voor Wetenschappelijke Prestaties (Russisch: Почетный знак «За службу в разведке») werd in september 2002 ingesteld ter gelegenheid van het 70-jarig bestaan van het Eerste Directoraat van de inlichtingendienst, dat is de spionageafdeling, en wordt aan de meest verdienstelijke medewerkers uitgereikt voor hun belangrijke bijdrage aan de wetenschappelijke ondersteuning van de dienst.
Dit op de borst gespelde ereteken werd ingesteld als een ministeriële onderscheiding.

## Het versiersel
Het ereteken is een op een op de borst gespelde achtpuntige ster. De diagonale stralen zijn goudkleurig, de verticale en horizontale stralen zijn bedekt met vier rood geëmailleerde vlakken. Op de ster zijn een zilverkleurig schild en een zwaard met goudkleurig gevest gelegd. Op dat schild is een vijfpuntige goudkleurige ster, gelijk aan die in het wapen van de spionagedienst, gelegd. Op een rood goudomboord lint staat "НАУЧНЫЕ ДОСТИЖЕНИЯ" (Voor wetenschappelijke prestaties) en op het schild staat in gouden letters "СВР". In het hart van de ster is een geëmailleerd medaillon met een afbeelding van de Aarde met meridianen, poolcirkels en evenaar afgebeeld. Het materiaal van de ster is niet kostbaar: het gaat om nikkel, zilver en koper.
De symboliek verwijst naar het motto van de KGB; "ZWAARD EN SCHILD VAN DE PARTIJ" en daarmee van het communisme.
Op keerzijde van het versiersel is ruimte voor een serienummer.